# Spanish Harlem/Lean On Me
Spanish Harlem/Lean On Me è un singolo di Aretha Franklin pubblicato nel 1971.

## Descrizione
Il brano sul lato A è  una cover di Spanish Harlem successo di Ben E. King del 1960; venne inserita nell'album Aretha's Greatest Hits. Il testo del brano nella versione della Franklin è leggermente modificato: la frase A red rose up in Spanish Harlem diventa The rose is black in Spanish Harlem.
Il retro, Lean On Me, rimase inedito su LP e venne inserito solo nel 2007 nell'antologia Rare & Unreleased Recordings from the Golden Reign of the Queen of Soul.
Il disco di Aretha Franklin raggiunse la vetta della classifica Billboard R&B Chart, dove rimase per due settimane. 

## Tracce
LATO A
1. Spanish Harlem (testo: Jerry Leiber – musica: Phil Spector)

LATO B
1. Lean On Me (Van McCoy, Joe Cobb)